# Tofieldiaceae
Classification APG III (2009)
Famille
La famille des Tofieldiaceae regroupe des plantes monocotylédones. Elle comprend deux à trois douzaines d'espèces réparties en 3-5 genres.
En France cette famille est représentée par le genre Tofieldia et par deux espèces : Tofieldia pusilla et Tofieldia calyculata.

## Étymologie
Le nom vient du genre Tofieldia donné en l'honneur du botaniste et ingénieur hydraulicien anglais Thomas Tofield (1730-1779).
Christenhusz et ses collaborateurs appellent les Tofieldiaceae "famille des fausses asphodèles".

## Description
Ce sont des plantes herbacées à rosette, à inflorescences en grappe (racème) qui porte, sous chaque fleur, 1 à 3 calicules membraneux. La fleur trimère, typique des monocotylédones, présente des pétales et des sépales indifférenciés.

## Classification
En classification classique de Cronquist (1981) ces plantes sont incluses dans les Liliacées, certains auteurs les incorporent à la famille des Mélanthiacées.
En classification phylogénétique APG II (2003) cette famille appartient à l'ordre des Alismatales.

## Liste des genres
Selon World Checklist of Selected Plant Families (WCSP) (15 avr. 2010) et NCBI (15 avr. 2010) :
- genre Harperocallis McDaniel (1968)
- genre Isidrogalvia Ruiz & Pav. (1802)
- genre Pleea Michx. (1803)
- genre Tofieldia Huds., Fl. Angl. (1778)
- genre Triantha (Nutt.) Baker, J. Linn. Soc. (1879)

Selon Angiosperm Phylogeny Website (19 mai 2010) :
- genre Harperocallis McDaniel
- genre Pleea Michaux
- genre Tofieldia Huds.

## Liste des espèces
Selon World Checklist of Selected Plant Families (WCSP) (15 avr. 2010) :
- genre Harperocallis McDaniel (1968)
  - Harperocallis flava  McDaniel (1968)
- genre Isidrogalvia Ruiz & Pav. (1802)
  - Isidrogalvia duidae  (Steyerm.) Cruden (1991)
  - Isidrogalvia falcata  Ruiz & Pav. (1802)
  - Isidrogalvia longiflora  (Rusby) Cruden & Dorr (1992)
  - Isidrogalvia robustior  (Steyerm.) Cruden (1991)
  - Isidrogalvia schomburgkiana  (Oliv.) Cruden (1991)
  - Isidrogalvia sessiliflora  (Hook.) Cruden (1991)
- genre Pleea Michx. (1803)
  - Pleea tenuifolia  Michx. (1803)
- genre Tofieldia Huds., Fl. Angl. (1778)
  - Tofieldia calyculata  (L.) Wahlenb. (1812)
  - Tofieldia cernua  Sm. (1817)
  - Tofieldia coccinea  Richardson (1823)
  - Tofieldia coccinea subsp. coccinea  .
  - Tofieldia coccinea subsp. sphaerocephala A.P.Khokhr., Bull. Moskovsk. Obshch. Isp. Prir. (1984)
  - Tofieldia divergens  Bureau & Franch. (1891)
  - Tofieldia glabra  Nutt. (1818)
  - Tofieldia himalaica  Baker, J. Linn. Soc. (1879)
  - Tofieldia × hybrida  A.Kern. ex Asch. & Graebn. (1905)
  - Tofieldia nuda  Maxim. (1872)
  - Tofieldia okuboi  Makino (1898)
  - Tofieldia pusilla  (Michx.) Pers. (1805)
  - Tofieldia pusilla subsp. austriaca  Kunz (1961)
  - Tofieldia pusilla subsp. pusilla  .
  - Tofieldia thibetica  Franch. (1887)
- genre Triantha (Nutt.) Baker, J. Linn. Soc. (1879)
  - Triantha glutinosa  (Michx.) Baker, J. Linn. Soc. (1879)
  - Triantha japonica  (Miq.) Baker, J. Linn. Soc. (1879)
  - Triantha occidentalis  (S.Watson) R.R.Gates, J. Linn. Soc. (1918)
  - Triantha occidentalis subsp. brevistyla  (C.L.Hitchc.) Packer (1993)
  - Triantha occidentalis subsp. montana  (C.L.Hitchc.) Packer (1993)
  - Triantha occidentalis subsp. occidentalis  .
  - Triantha racemosa  (Walter) Small (1903)

Selon NCBI (15 avr. 2010) :
- genre Harperocallis
  - Harperocallis flava
- genre Isidrogalvia
  - Isidrogalvia schomburgkiana
- genre Pleea
  - Pleea tenuifolia
- genre Tofieldia
  - Tofieldia calyculata
  - Tofieldia coccinea
  - Tofieldia divergens
  - Tofieldia nuda
  - Tofieldia okuboi
  - Tofieldia pusilla
- genre Triantha
  - Triantha glutinosa
  - Triantha japonica
  - Triantha racemosa